# Florianópolis (microregio)
Florianópolis is een van de 20 microregio's van de Braziliaanse deelstaat Santa Catarina. Zij ligt in de mesoregio Grande Florianópolis en grenst aan de microregio's Tijucas, Tabuleiro en Tubarão. De microregio heeft een oppervlakte van ca. 2.489 km². In 2006 werd het inwoneraantal geschat op 842.627.
Negen gemeenten behoren tot deze microregio:
- Antônio Carlos
- Biguaçu
- Florianópolis
- Governador Celso Ramos
- Palhoça
- Paulo Lopes
- Santo Amaro da Imperatriz
- São José
- São Pedro de Alcântara

Mesoregio's: Grande Florianópolis · Norte Catarinense · Oeste Catarinense · Serrana · Sul Catarinense · Vale do Itajaí

Microregio's: Araranguá · Blumenau · Campos de Lages · Canoinhas · Chapecó · Concórdia · Criciúma · Curitibanos · Florianópolis · Itajaí · Ituporanga · Joaçaba · Joinville · Rio do Sul · São Bento do Sul · São Miguel do Oeste · Tabuleiro · Tijucas · Tubarão · Xanxerê